# Таємний спільник (фільм)
Таємний спільник — англо-польський романтичний трилер 2014 року, екранізація однойменної повісті Джозефа Конрада 1909 року.   Режисером і сценаристом є Пітер Фудаковскі . Головні ролі зіграли Джек Лескі та Чжу Чжу. Вийшов у прокат 20 червня 2014 року  у Великій Британії .
Фільм показали на Міжнародному кінофестивалі CMU  Міжнародному кінофестивалі в Седоні  та Міжнародному кінофестивалі Університету Карнегі-Меллона.

## Синопсис
У наш час Сіамській затоці початківець морський капітан Конрад (зіграв Джек Лескі) намагається заволодіти китайським вантажним судном і його обуреним екіпажем, який підозрює, що він отримав наказ від свого боса затопити судно в рамках страхової афери.
Екіпаж покидає корабель. Пізніше Конрад знаходить оголене тіло, що чіпляється за мотузкові драбини корабля. Потягнувши за драбину, він знаходить молоду китаянку на ім’я Лі (зіграла Чжу Чжу), виснажену плаванням навпроти єдиного іншого корабля, що стоїть на якорі в бухті. Вона просить його про допомогу і він погоджується дати їй притулок.
Наступного ранку з іншого корабля прибуває пошукова група разом з екіпажем Конрада, які шукають жінку, яку вони вважають вбивцею.
Конрад не розповідає їм про Лі. Впродовж решти подорожі він ділиться з нею своєю їжею, думками, одягом і каютою, зберігаючи в таємниці її присутність на борту корабля від свогоекіпажу, який використає будь-який привід, щоб позбавитися капітана. Конрад визначає курс, який уникає китайських територіальних вод і головоломок, як допомогти Лі втекти на свободу і почати нове життя.
У міру того, як подорож просувається, а романтика розростається в каюті капітана, Конрад починає завойовувати повагу своєї команди під керівництвом Лі. Оновлені накази надходять від власника корабля, який доручає Конраду затопити корабель перед майбутнім штормом, і обіцяє великий бонус за це. Конрад починає сумніватися в своїй місії. 

## У ролях
- Джек Лескі — Конрад
- Чжу Чжу — Лі
- Чін-Тін Ся — Монг Лінь
- Леон Дай — капітан Ван
- Сі Цинь Чао Ке Ту — інженер
- К. М. Ло — Чанг
- Ін Ван — дівчина Ян Шу
- Го Чжунъю —  Кук
- Арон Ванасбодівонг — стюард
- Сіттінонт Ананворахун — помічник кухаря
- Сон Бін Чжу — бос
- Бао Інь Ні Му Ху — Ян Шу

## Саундтреки
Музика для фільму була написана композитором і музикантом Гаєм Фарлі, який до цього часу працював над іншими фільмами, зокрема «Гаряча картопля» та «Лезо ножа» . Альбом саундтреків з музикою до фільму вийшов у лютому 2014 року за підтримки Caldera Records, за кілька місяців до виходу фільму. 
| #     | Назва              | Тривалість |
| ----- | ------------------ | ---------- |
| 1.    | «Theme»            | 2:11       |
| 2.    | «My Own Ship»      | 0:44       |
| 3.    | «Sudden Promotion» | 2:15       |
| 4.    | «Gulf Of Thailand» | 2:40       |
| 5.    | «In A Neat Pile»   | 2:08       |
| 6.    | «At Sea»           | 2:38       |
| 7.    | «The Girl»         | 2:22       |
| 8.    | «Come To Life»     | 2:21       |
| 9.    | «What Will You Do» | 1:51       |
| 10.   | «The Necklace»     | 0:58       |
| 11.   | «A Fight»          | 2:13       |
| 12.   | «Man Overboard»    | 2:27       |
| 13.   | «Few Want To Love» | 1:54       |
| 14.   | «Horizons»         | 2:15       |
| 15.   | «Dangerous Waters» | 3:25       |
| 16.   | «Short Like Yours» | 2:24       |
| 17.   | «Small Islands»    | 3:20       |
| 18.   | «Xiamen»           | 0:58       |
| 19.   | «Title Theme»      | 2:38       |
| 41:42 |                    |            |

## Критика
Відгуки про фільм були неоднозначними. Була критика сюжетної лінії   і похвала за операторську роботу. 

## Зовнішні посилання
- Офіційний вебсайт [Архівовано 27 листопада 2021 у Wayback Machine.]
- Secret Sharer – Plot Summary. IMDB. Архів оригіналу за 29 липня 2015. Процитовано 4 березня 2014.